# رناتو پوتستو
رناتو پوتسِـتو (ایتالیایی: Renato Pozzetto؛ ‏ زادهٔ ۱۴ ژوئیهٔ ۱۹۴۰) بازیگر، کارگردان، فیلم‌نامه‌نویس و خواننده اهل ایتالیا است.
از فیلم‌هایی که وی در آن نقش داشته است، می‌توان به انجیرتیغی، دو قلب، یک نیایشگاه، دوست داشتن اوفلیا، پائولو بارکا، معلم مدرسه و برهنه‌گرای آخر هفته، معجزه ایتالیایی، این و آن، سه ببر در برابر سه ببر، نشان تو چیست؟، وای خدا، روزنگار سیاه، بزرگ که شدم، پلیس زن، تلفن سفید، با ببرها بازی نکنید، مشکل پُردردسر، من خوش‌عکسم، شکر، عسل و فلفل، چیزهایی برای ثروتمندان و فروشگاه بزرگ اشاره کرد.